# Клуб сиру
Компанія «Клуб сиру» — український виробник твердих сирів та інших харчових молочних продуктів.

## Про компанію
Компанія «Клуб сиру» заснована в 2003 році та входить до групи «Континіум».
Головний офіс компанії розташований у Києві. Основна виробнича потужність — маслосирзавод, дислокується в Черкаській області, місто Канів.
Компанія «Клуб сиру» входить до п'ятірки лідерів серед основних гравців на ринку твердих сирів в Україні. Кількість співробітників компанії складає 915 осіб.
Головна виробнича потужність — маслосирзавод у Каневі, побудований в 1971 році. Протягом більше ніж 40 років підприємство займається переробкою молока та виробництвом молочних продуктів.
Основною продукцією підприємства є твердий сир, який виготовляється за традиційними рецептами сироваріння з натурального молока, без додавання рослинних жирів та консервантів.
70 % молока компанія закуповує у фермерських господарствах. Усе молоко проходить потрійну перевірку біохімічного складу та технологічних властивостей: на фермерських господарствах, у власних лабораторіях при прийомі молока та під час технологічного процесу.
На сучасному етапі підприємство за добу може переробити 600—700т молока, виготовити сиру твердого до 60 тонн, масла солодковершкового до 10 тонн, сухої знежиреної сироватки до 20 тонн.

## Виробництво
Виробничі потужності підприємства були введені в експлуатацію в дві черги: перша — по виробництву масла і продукції з цільного молока в 1971р., друга — по виробництву сирів твердих сичужних та молочного цукру (лактози) в 1973р.
Направлення в діяльності підприємства:
- виробництво твердих сирів;
- виробництво масла солодковершкового;
- виробництво сухої знежиреної сироватки;
- розробка нових технологій та нових видів продукції.

У 2003р. проведено реконструкцію сирцеху із збільшенням потужності до 16-18 т/добу.
У 2004р. було завершено перший етап реконструкції приймально-апаратного цеху, дільниці мийки обладнання і автомолцистерн з установкою сучасного обладнання виробництва Швеції, Німеччини, Польщі. Придбана і змонтована нова лінія виробництва сиру з програмним забезпеченням на 25-30 т/добу, організовано нову дільницю по підготовці молока.
У 2005р. було демонтовано стару лінію по виробництву сирів, і польські спеціалісти змонтували лінію з програмним забезпеченням технологічних процесів потужністю 35 тонн сиру/добу.
На підприємстві вперше серед підприємств Черкаської області впроваджено та функціонують системи управління якістю та безпечністю харчових продуктів на відповідність вимогам ДСТУ ISO 9001-2009 та ДСТУ ISO 22000-2007 (НАССР), які сертифіковані в національній системі УкрСЕПРО.
Один цех для виробництва сирів з формуванням «з пласта», так звана «Голландська» група сирів, другий — для виробництва сирів з формуванням «насипом», так звана «Російська» група сирів.
Для підтримки санітарно-гігієнічних вимог при виробництві продукції та гарантій безпечності готової продукції встановлені системи централізованої автоматичної мийки технологічного обладнання (СІР-станції).
Модернізовані і технічно переобладнані дві дільниці посолки сиру, де автоматично завантажується та розвантажується сир, підтримується температура розсолу, який очищується від бактерій на мікрофільтраційній мембранній установці.
На підприємстві знаходиться 7 камер дозрівання, температурний режим яких складає 10-130 °C, та 2 камери збереження готової до реалізації продукції, температура в яких від 0 до -40 °C.
В процесі виробництва сухої знежиреної сироватки на етапі фільтрування використовується сучасна фільтрувальна установка типу нанофільтрації.
В цеху нарізки сиру встановлена автоматизована лінія порційної нарізки сиру та упаковки сиру в плівку в середовище інертного газу.
На заводі встановлено обладнання Siemens, Obram, Sealed Air, Alfa Laval та інших виробників.

## Дистриб'юція
Найбільш ефективну дистриб'юторську мережу компанія «Клуб сиру» вибудувала на власній території в Україні. Сьогодні продукція ТМ «Клуб сиру» представлена в усіх торговельних мережах країни.

## Асортимент
Асортимент продукції компанії представлений більш ніж 40 позиціями.

##### Твердісири
Види:
- Ординарні
- Оригінальні (світова сирна колекція)

Формат:
- Ваговий (дозрівання в плівці, дозрівання в пластифікаторі)
- Фасований (флоу-пак, слайси)

##### Солодковершкове масло
Детальніше: https://web.archive.org/web/20160221152203/http://cheeseclub.ua/index.php/asortiment-produktsiji?f=packing

## Досягнення компанії

##### 2015р.
XVIII Міжнародний Дегустаційний конкурс WorldFoodUkraine 2015. За результатами конкурсної програми продукція компанії «Клуб сиру» — сири «Грюн Вальд», «Дитячий» та «Монастирський витриманий» — здобула 3 золоті медалі у номінації World Milk Ukraine 2015.
Всеукраїнський конкурс якості продукції — «100 найкращих товарів України» — сир «Сорочинский» отримав перемогу у номінації продовольчі товари.
Професійний дегустаційний конкурс з оцінки якості молочних продуктів, що проводиться в рамках заходів головних виставок харчової промисловості України INPRODMASH & UPAKOVKA. Сири «Сорочинський» та «Дитячий» отримали золото в своїй категорії, а сир «Грюн Вадьд» з пажитником став володарем найвищої нагороди — Гран-Прі.

## Звітність
У 2015 році компанія «Клуб сиру» розширила свій асортимент і збільшила продажі продукції: продажі сиру досягли рівня 7 690 тонн, що на 19 % більше ніж торік.
У 2015 році Компанія збільшила обсяг закупки молока як сировини для виробництва сиру та масла на 5 % (до 78731 тонн). Відсоткова доля закупівель у фермерських господарств Черкаської, Київської та Полтавської областей склала 67 % і 37 % — приватний сектор.
За оцінками «Інфагро» компанія «Клуб сиру» займає частку 6 % серед інших виробників твердих сирів і входить до 5-ки найбільших на цьому ринку.
За даними компанії «Пріоритет плюс», в найбільших торгових мережах України торгова марка «Клуб сиру» знаходиться на 2 місці в рейтингу і займає частку 8,6 % (+ 17 % в порівнянні з 2014 роком) в продажах категорії твердих сирів в натуральному вираженні і частку 8,9 % у грошовому вираженні (+ 34 % в порівнянні з 2014 роком).